# IReport
 (septembre 2012).
Si vous disposez d'ouvrages ou d'articles de référence ou si vous connaissez des sites web de qualité traitant du thème abordé ici, merci de compléter l'article en donnant les références utiles à sa vérifiabilité et en les liant à la section « Notes et références ».
iReport est un logiciel de création WYSIWYG (What You See Is What You Get) de modèles de documents pour JasperReports, qui appartient à la catégorie des moteurs de composition dans la chaîne éditique.
Il permet donc de produire de manière assez intuitive des fichiers .jrxml (fichiers XML) exploitables par JasperReports pour générer des rapports au sein d'une application Java. Le format de rapport généré dépend ensuite de JasperReports et du code utilisé (html, pdf, csv...). 
C'est une application Java pure qui nécessite l'installation d'une JVM pour s'exécuter.